# Пила (Кипр)
Пила (греч. Πύλα, Pýla; тур. Pile) — деревня на территории округа Ларнака, Республика Кипр. Это одна из четырёх деревень, расположенных на территории Зелёной линии — буферной зоны ООН между греческой и турецкой частями острова (остальные три — Афиену, Трулли и Дения).
Пила расположена в восточной части острова близ британской суверенной базы Декелия. С юридической точки зрения находится под управлением Республики Кипр.
Деревня примечательна тем, что является единственной на острове, где живут бок о бок греки-киприоты (850 жителей) и турки-киприоты (487 жителей). В деревне имеются три православных церкви и одна мечеть.
Близ деревни расположен археологический памятник Пила-Коккинокремос.

## История
Пила — одна из старейших деревень на Кипре, возникшая в Средние века. На старых картах название передаётся как Pila или Pilla.
Название деревни происходит от греч. πύλη (вход), что связано, видимо, с тем, что лишь отсюда можно было попасть на равнину en:Mesaoria.

## Туризм
Местность популярна среди туристов. Здесь расположен ряд отелей класса «люкс»: Golden Bay, Lordos и Sandy Beach, а также множество ресторанов, таверн, туристских магазинов и съёмных квартир.

## Спорт
В деревне есть футбольный клуб Aspis FC и волейбольный клуб Finikas.

## Галерея
- Турецкое кафе в центре Пилы.
- Карта Кипра. Округ Ларнака показан красным цветом.